# Sycophila aethiopica
Sycophila aethiopica är en stekelart som först beskrevs av Filippo Silvestri 1915.  Sycophila aethiopica ingår i släktet Sycophila och familjen kragglanssteklar. Inga underarter finns listade i Catalogue of Life.